# Diplodactylus savagei
Espèce
Diplodactylus savagei est une espèce de gecko de la famille des Diplodactylidae.

## Répartition
Cette espèce est endémique du Pilbara en Australie-Occidentale. 

## Description
C'est un gecko terrestre, nocturne et insectivore.

## Étymologie
Cette espèce est nommée en l'honneur de Jay Mathers Savage.

## Publication originale
- Kluge, 1963 : Three new species of the gekkonid lizard genus Diplodactylus Gray from Australia. Records of the South Australian Museum, vol. 14, p. 545-553 (texte intégral).